# Полазнинский Вож
Полазнинский Вож — река в Добрянском районе Пермского края. Устье реки находится в 5,4 км по правому берегу Полазнинского залива Камского водохранилища.

## Течение
Берёт начало в трёх километрах южнее посёлка Октябрьский, высота истока около 200 метров над уровнем моря. Устье реки находится у деревни Нижнее Задолгое в 5,4 км по правому берегу Полазнинского залива Камского водохранилища. Высота устья — 109 м над уровнем моря. Длина реки составляет 17 км.
Система водного объекта: Камское водохранилище → Кама → Волга → Каспийское море.

## Данные водного реестра
По данным государственного водного реестра России относится к Камскому бассейновому округу, водохозяйственный участок реки — Кама от города Березники до Камского гидроузла, без реки Косьва (от истока до Широковского гидроузла), Чусовая и Сылва, речной подбассейн реки — бассейны притоков Камы до впадения Белой. Речной бассейн реки — Кама.
По данным геоинформационной системы водохозяйственного районирования территории РФ, подготовленной Федеральным агентством водных ресурсов.